# Griechische Küche

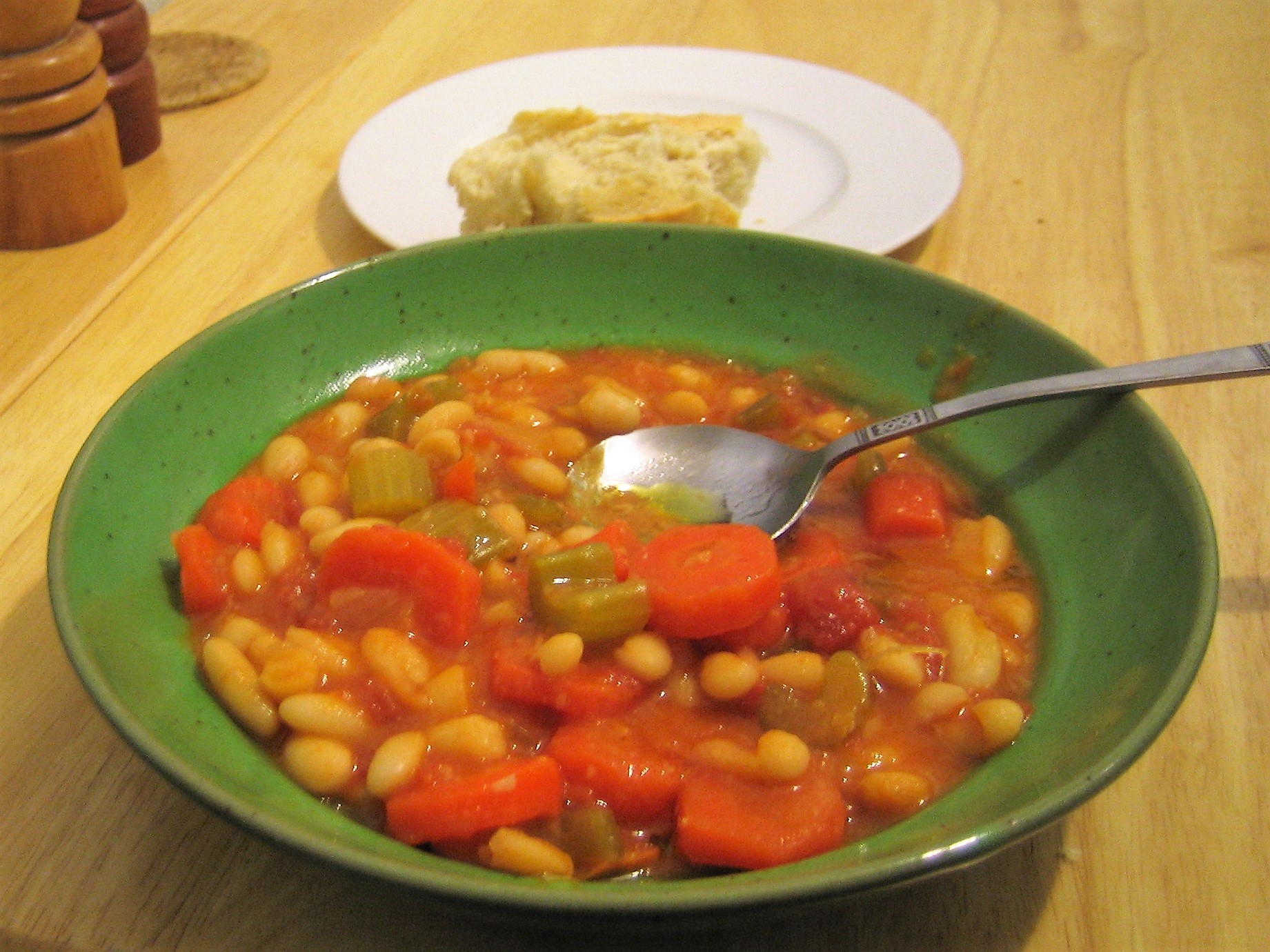
Fasolada (Bohnensuppe) gilt als griechisches Nationalgericht

Als griechische Küche wird die Gesamtheit der in Griechenland verbreiteten Gerichte bezeichnet. Aufgrund der geographischen Lage Griechenlands zählt sie zur mediterranen Küche, es existieren auch verschiedene Regionalküchen, insbesondere die geographische Vielfalt führt zu einer Vielzahl von Zutaten und Spezialitäten.

## Wurzeln und Geschichte

### Geographische Einflüsse
Die griechische Küche ist geprägt von den geographischen Gegebenheiten Griechenlands und von Einflüssen „von außen“. In dem insel- und damit auch küstenreichen Land spielen Fisch und Meeresfrüchte eine große Rolle. Gleichzeitig ist Griechenland jedoch auch ein sehr gebirgiges Land mit einem Gebirgsanteil von knapp 80 %. Schaf- und Ziegenfleisch haben auf dem griechischen Speiseplan eine große Bedeutung: Griechenland hat mit Abstand den höchsten Pro-Kopf-Verbrauch an diesen Fleischarten in der EU. Die bergige Landschaft bietet außerdem einen Reichtum, den die Griechen schon früh zu nutzen wussten: Hier wachsen zahlreiche Wildkräuter und Wildgemüse, denen von alters her eine große Bedeutung in der griechischen Küche zukommt.

### Geschichte und regionale Einflüsse

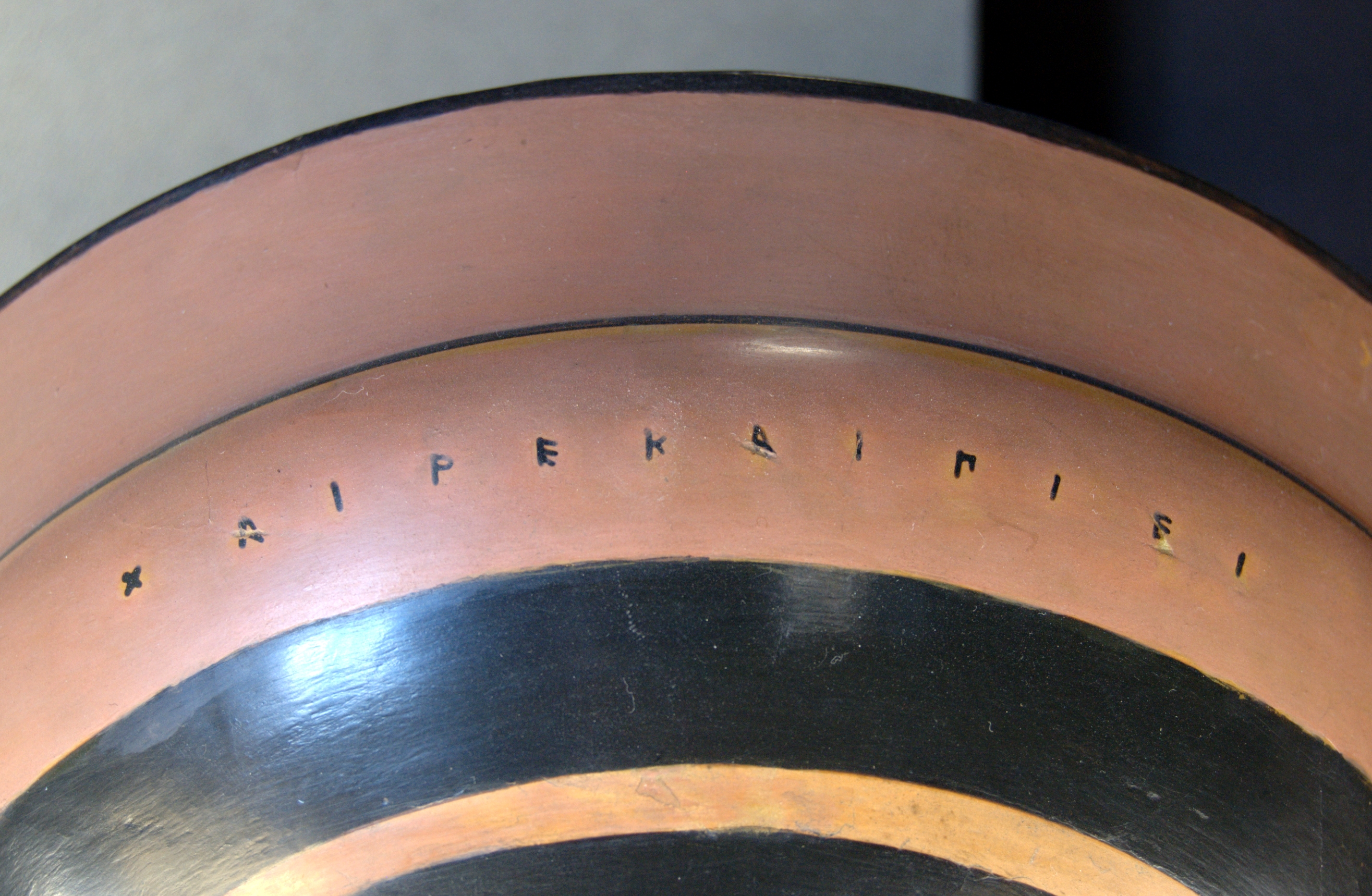
Inschrift auf einem Gefäß: „Freue dich und trinke“, 550–540 v. Chr.

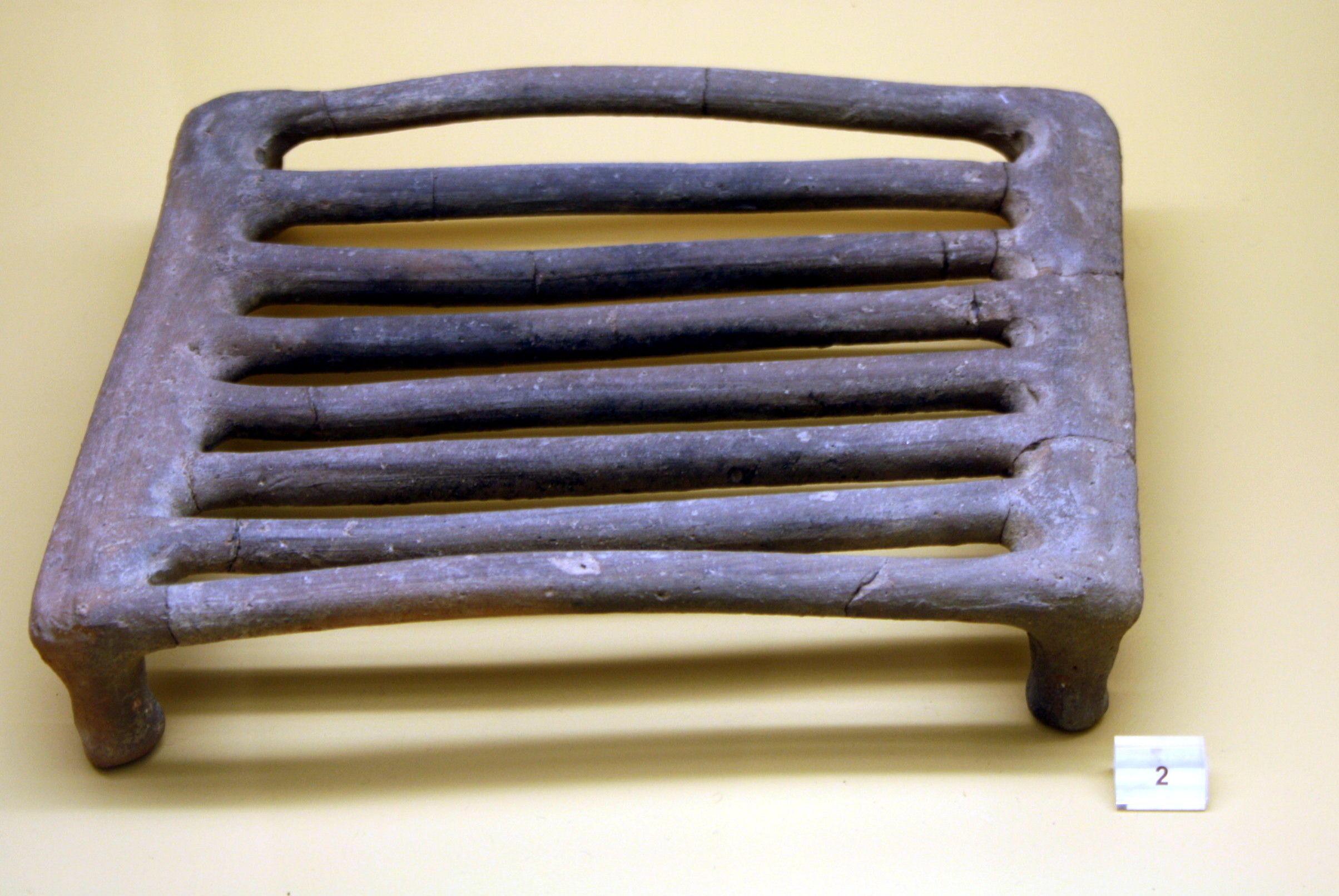
Rost eines Grills aus der Antike. Heute im Museum der Agora in Athen

Die griechische Küche kann auf eine lange Tradition zurückblicken. Bereits im antiken Griechenland findet man Elemente, welche die griechische Küche auch heute noch prägen: viel Gemüse und Fisch und vor allem Zubereitungsarten, bei denen die Grundprodukte im Vordergrund stehen und bei denen besonders opulente Zubereitungen oder Würzungen eher verpönt sind. Texte von Hesiod oder Homer belegen, dass Oliven, Wein, Granatapfel, Feige oder Quitten bereits vor mehr als zweitausend Jahren den Speiseplan bestimmten. Auch die Tradition der Mezedes, kleiner, variantenreicher Gerichte, die heute klassischer Begleiter zu Ouzo und Wein sind, wurde damals in etwas abgewandelter Form schon gepflegt.
Die weitere Entwicklung der griechischen Küche ist eng verknüpft mit der Entwicklung des gesamten Kulturraums des östlichen Mittelmeerraums. Im Mittelalter gehörte Griechenland zum Byzantinischen Reich, das sich in wechselnder Größe rund um das östliche Mittelmeer erstreckte. Bedingt durch die geografisch günstige Lage auch als Handelsknotenpunkt wurden in dieser Phase viele Gewürze und Produkte aus dem Balkan, Indien oder dem arabischen Raum aufgenommen und in die Küche integriert. Dazu zählen Auberginen, Zitrusfrüchte und Kaviar. Auch das Tränken von Süßspeisen in reichlich Zuckersirup (siehe dazu Baklava) sowie einige Zubereitungsarten gehen auf diese Epoche zurück. Sie haben Niederschlag in den jeweiligen Regionalküchen gefunden und sind heute auch noch in regional geprägten Abwandlungen zu finden. Bekanntestes Beispiel ist das Garen in Weinblättern. In Griechenland vegetarisch gefüllt als Dolmades, findet man diese mit unterschiedlichen Füllungen unter anderem auch in der Türkei, auf dem Balkan und im arabischen Raum.
Auch in den Jahrhunderten nach dem Byzantinischen Reich ist die Entwicklung der griechischen Küche geprägt von den regionalen ethnischen oder politischen Gegebenheiten. Am Rand des Abendlandes zwischen westlichen (besonders der Venetier) und östlichen (besonders osmanischen) Herrschaftseinflüssen, denen Griechenland nach dem Mittelalter ausgesetzt war, haben die jeweiligen Landesküchen Spuren in der griechischen Küche hinterlassen, die sich besonders in griechischen Regionalküchen finden lassen, beispielsweise hat die kretische Küche aus dem arabischen Raum das Garen mit Joghurt übernommen.
Die Ionischen Inseln sind von verschiedenen Küchen Westeuropas geprägt, deren einst italienische Küche wurde um britische Elemente ergänzt (beispielsweise Senfpulver, Orangenmarmelade und Pudding) und um österreichische, bedingt durch die Handelsroute von Wien über Triest (Beispielsweise die Beliebtheit des Strudels), vereinzelt auch französische. Auch die italienische Küche erfuhr Adaptionen: Auf Korfu zeigt sich der Einfluss Venedigs unter anderem im Pastitsada, einem von der Zubereitung her italienischen – allerdings griechisch gewürzten – Pastagericht. Von den Ionischen Inseln verbreitete sich das Gericht Pasticcio in ganz Griechenland. Nach Italien gelangten von den Inseln verschiedene Käsesorten, beispielsweise Kefalotiri und Mizithra, die dort heute als rein italienisch verstanden werden.
Durch die Übernahme griechischer Territorien durch das Osmanische Reich gelangten viele Gerichte in den Orient, beispielsweise die Pita oder das Hackfleisch. Die in der osmanischen Küche beliebten Gewürze Kreuzkümmel und Zimt sind heute typisch für die Küche Nord-Ost-Griechenlands.
Während einige dieser Einflüsse eher regional geblieben sind, gibt es andere, die in ganz Griechenland Verbreitung gefunden haben. Dazu gehört die ursprünglich aus dem arabischen Raum stammende Zubereitungsart, Gemüse mit Fleisch zu schichten und im Ofen zu garen, wie beim Auberginenauflauf Moussaka.
Einfluss auf andere Küchen hatte die griechische auch als Namensgeber zahlreicher Kräuter und Gewürze, darunter Petersilie, Basilikum, Thymian, Oregano, Kamille, Koriander und Minze.

## Charakteristische Elemente
Die griechische Mahlzeit ist nicht Selbstzweck, sie ist vielmehr Vorwand und Anlass und Initialzündung der Geselligkeit, und sie glückt um so mehr, je gelungener der Anlass. (Johannes Gaitanides)

### Zutaten und Zubereitung
Als eine der Mittelmeerküchen ist die griechische Küche geprägt vom Verzehr von reichlich Gemüse, Meeresfrüchten und Oliven (meist der Sorte Kalamata zum Verzehr, Koroneiki zur Ölpressung), neben den für diese Region typischen Kräutern und Gewürzen wie hauptsächlich Rigani (ρίγανη), eine Art Oregano, Minze, Thymian, Salbei, Zimt und Paprika.
Die typisch griechische Küche bevorzugt Hauptgerichte, die im Backofen zubereitet werden und entweder dort warm gehalten oder ohnehin nur lauwarm verzehrt werden. Zu allen Gerichten wird Brot, meistens griechisches Weißbrot, gegessen. Man kocht im Allgemeinen mit viel Olivenöl und mit der allgemeinen Anhebung des Lebensstandards in den letzten Jahrzehnten des 20. Jahrhunderts hat der Fleischkonsum stark zugenommen. Neben Schaf- und Ziegenfleisch wird seit alters her auch ein großer Anteil an Schweine- und Rindfleisch verzehrt, das zu einem großen Teil importiert wird. Obwohl die Zahl der in Griechenland gehaltenen Schafe und Ziegen hoch ist, muss Schaffleisch z. B. aus Neuseeland importiert werden, um die Binnennachfrage zu befriedigen.
In den Küstenregionen spielt Fisch nach wie vor eine wichtige Rolle auf dem Speiseplan, auch wenn wegen der Überfischung des Mittelmeers die Preise für Fisch stark angestiegen sind.

### Fastenzeiten
Art, Verbreitung und Zusammensetzung vieler griechischer Gerichte sind nur im Zusammenhang mit dem in orthodoxen Kirchen weitaus längeren und zumeist auch strenger befolgten Fastenzeiten zu verstehen. Dieses Faktum wird auch bei Beurteilung der Gesundheit der griechischen Küche oft übersehen. In insgesamt zehn Fastenwochen wird auf den Verzehr der meisten tierischen Nahrung völlig verzichtet. Die Beliebtheit von Meeresfrüchten oder Tintenfischen, aber auch von Süßigkeiten wie Halva wird dadurch unterstützt, dass diese Speisen vom Fastengebot ausgenommen sind. Zur vorösterlichen, der längsten Fastenzeit, stehen in ländlichen Gebieten eine große Auswahl an Wildgemüsen (Chorta) und als eiweißhaltige Nahrung Schnecken zur Verfügung. Die auch in griechischen Restaurants in Deutschland angebotene Taramosalata (Fischrogenpaste) ist eine typische Beilage der Fastenzeit.

### Esskultur in Restaurants

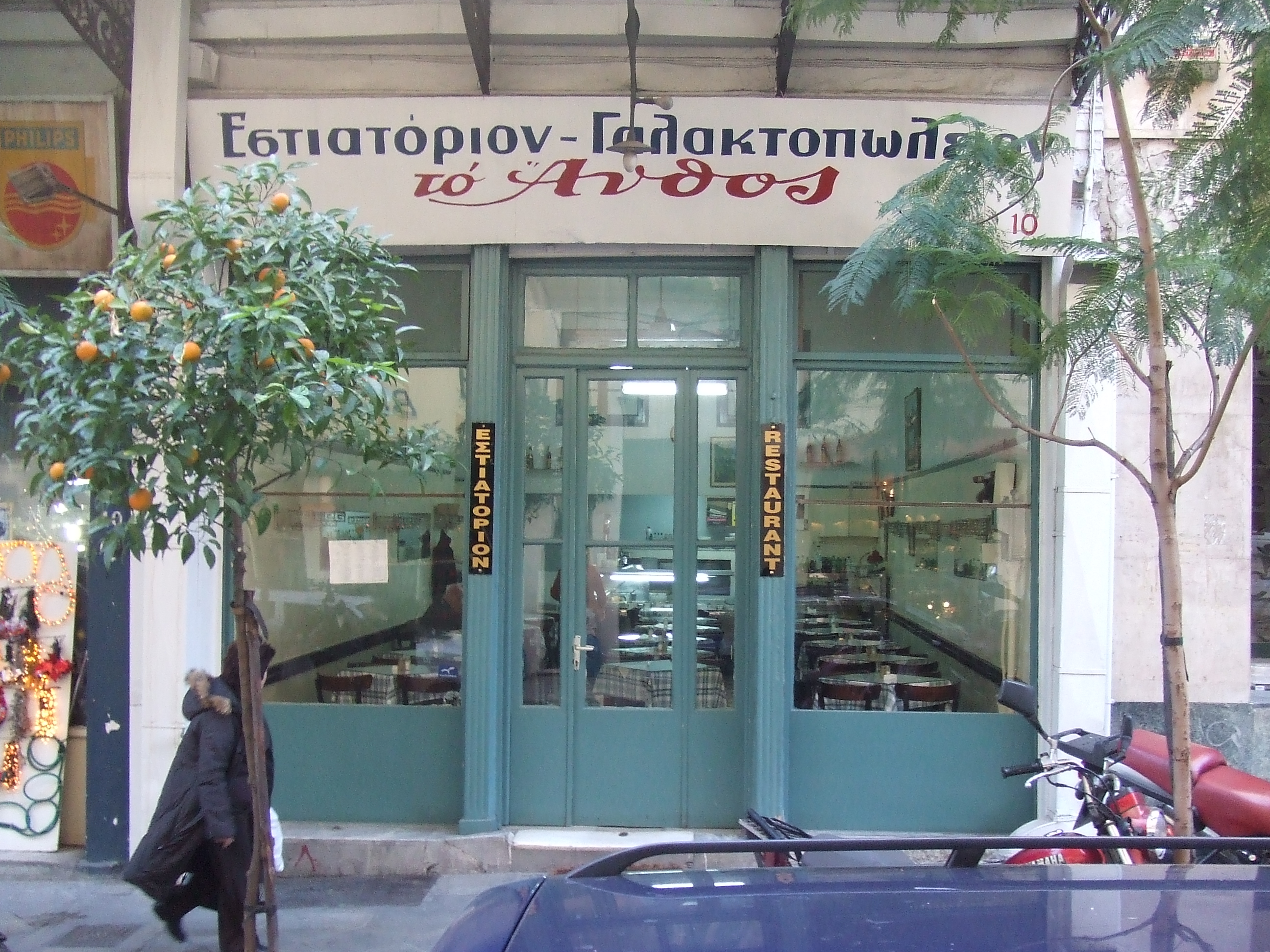
Traditionsgaststätte in Athen

Es ist typisch für das Essen in einer griechischen Gaststätte, dass derjenige, der zum Essen einlädt, alle Gerichte bestellt, zumeist in überreicher Menge. Zu Beginn der Speisenfolge werden meistens eine Reihe von Vorspeisentellern serviert, von denen sich jeder nach Belieben seinen eigenen Teller zusammenstellt. Wird Gegrilltes als Hauptspeise serviert, z. B. Lammrippchen, so stellt der Kellner einen Teller mit Fleisch für alle in die Mitte, von dem sich jeder nimmt. Sollte einer der Gäste das Hauptgericht (etwa wegen der Fleischsorte) nicht mögen, so wird für ihn ein separater kleinerer Teller mitbestellt.
Einfachere Restaurants haben eine Vitrine mit den Gerichten des Tages. Der Gast lässt sich diese entweder vom Kellner vortragen, oder geht nach der Getränkebestellung selbst an die Theke. Größere Lokale bieten diesen Service zusätzlich neben dem à la Carte an, da viele Gäste sich von der Qualität der Speisen überzeugen wollen.
Die in Mitteleuropa übliche Sitte, dass sich jeder ein eigenes Hauptgericht mit Beilagen auf einem eigenen Teller bestellt, ist in Griechenland eher unüblich. In der Regel wird eher zu späterer Stunde gemeinsam gegessen, vor allem während der Sommerzeit aufgrund der hohen Temperaturen. Für die griechische Bevölkerung ist die Geselligkeit beim Essen genau so wichtig wie die Speisen selbst.

## Typische Gerichte

### Vorspeisen (Orektiká)

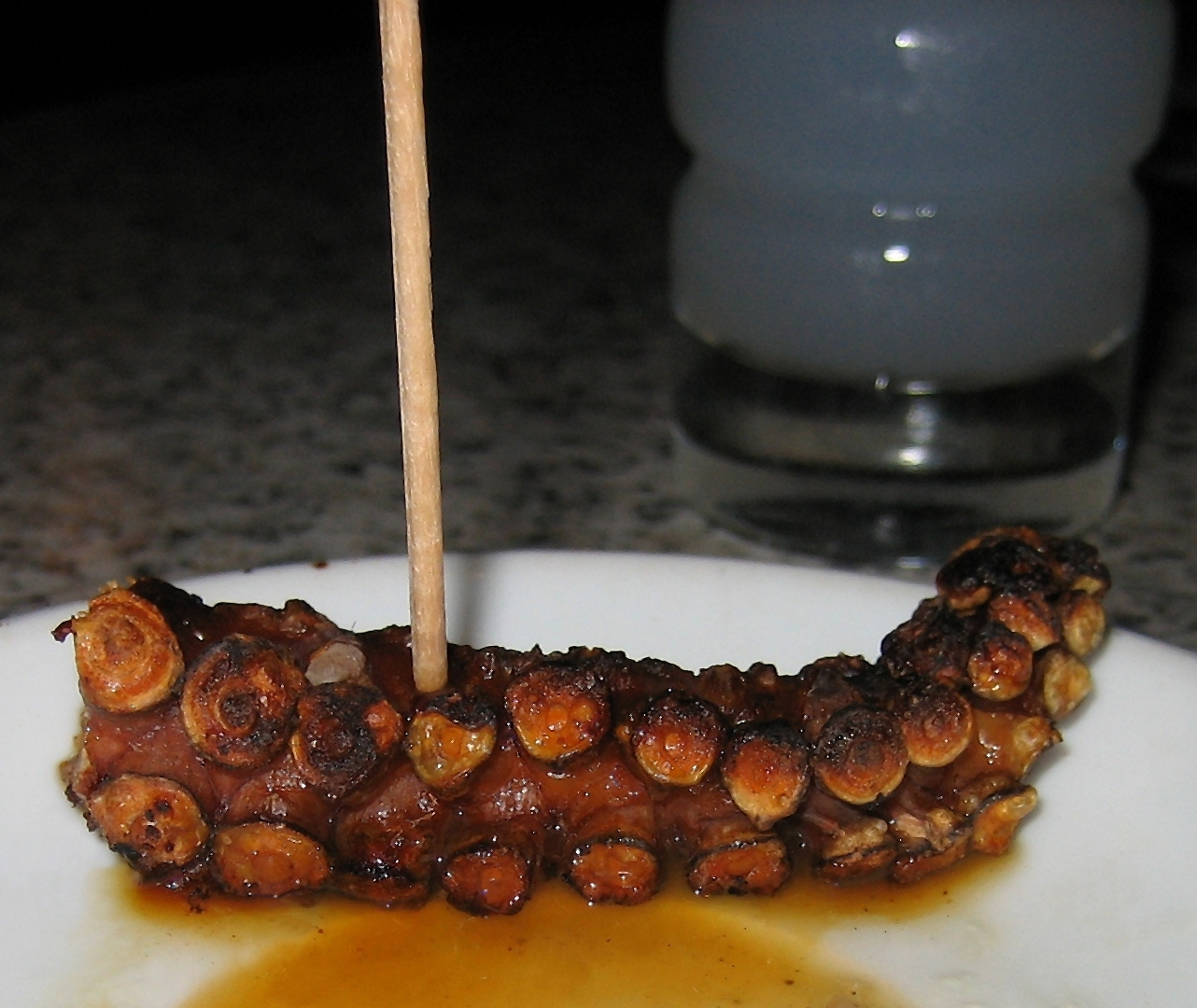
Ouzo und gegrillter Oktopus zum Apéritif

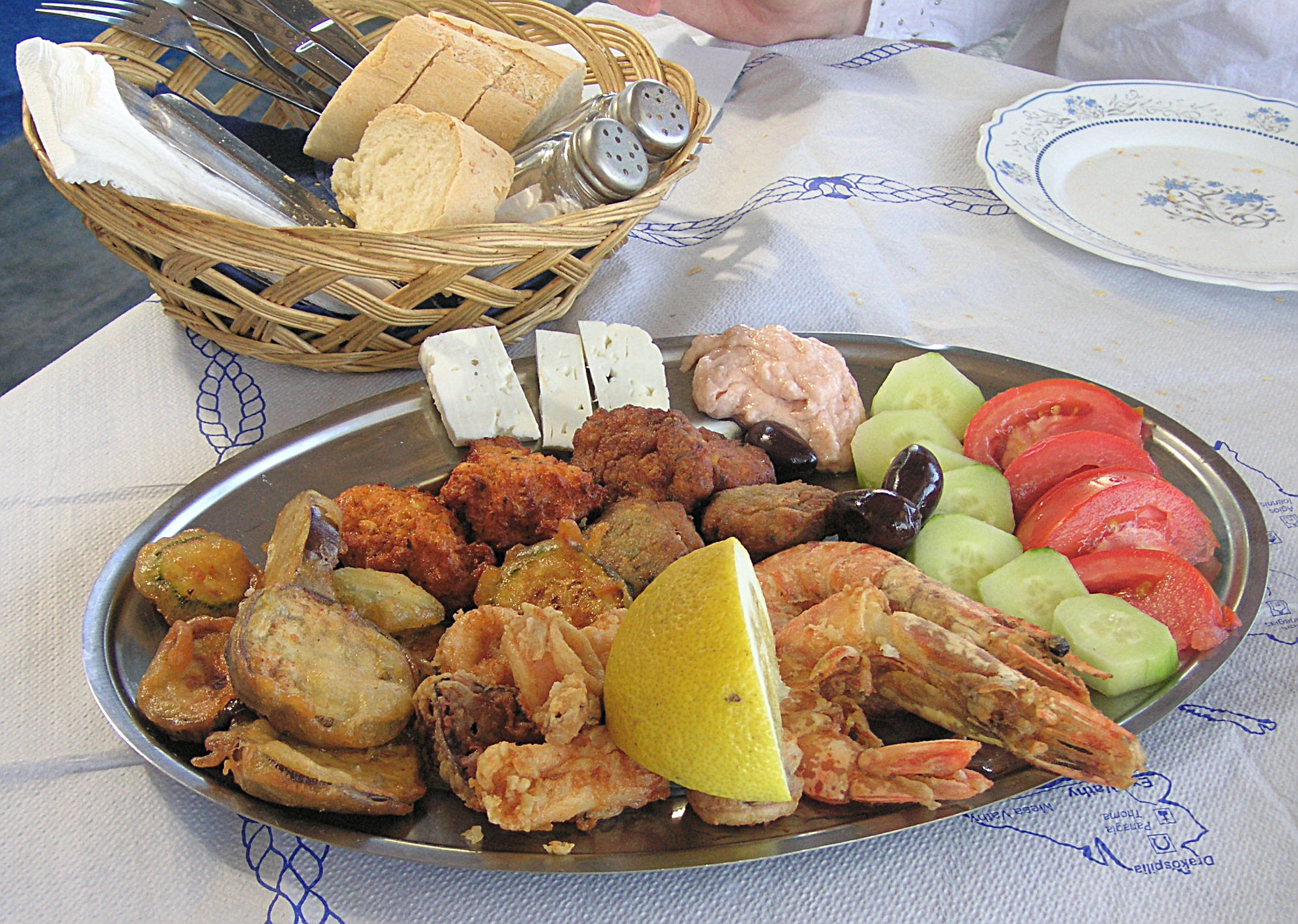
Pikilia, kleine Vorspeisenplatte

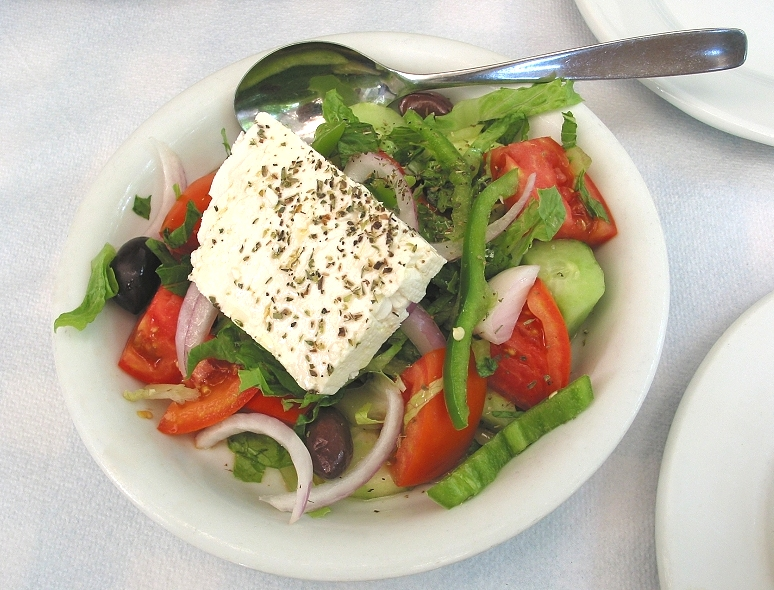
Choriatiki, Bauernsalat

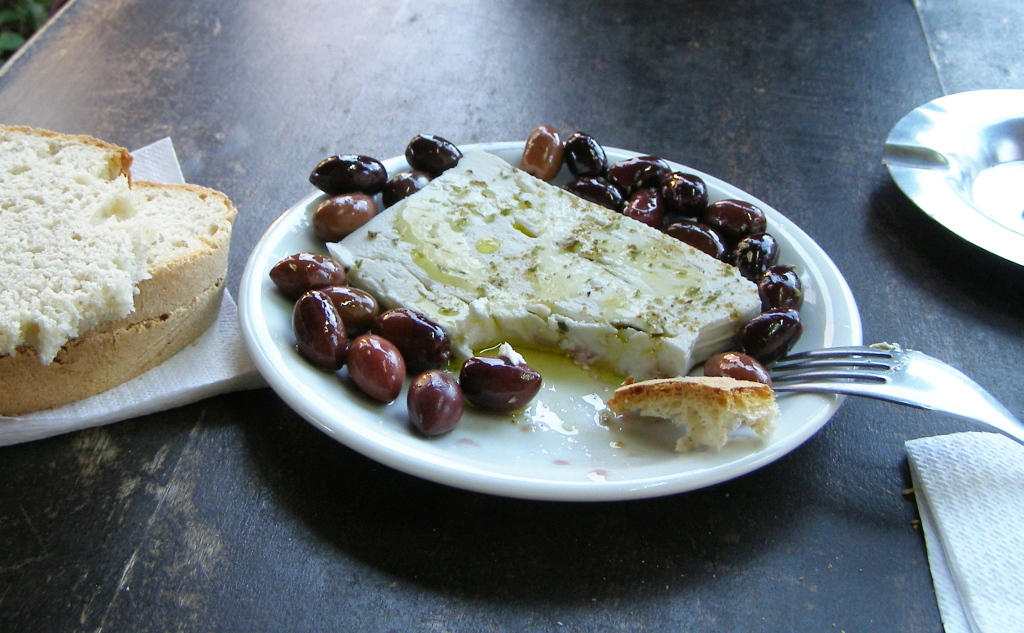
Oliven und Schafskäse

Die diversen Vorspeisen werden meistens, aber nicht nur, kalt serviert und mit oder ohne Brot gegessen. Dazu gehört vor allem:
- Tsatsiki, ein Joghurtgericht mit Knoblauch, Gurke und Olivenöl
- Taramosalata, eine Fischrogenpaste
- Tirosalata oder Chtipiti, eine Creme aus Feta
- Melitzanosalata, Auberginensalat
- Skordalia, Knoblauchpaste
- Fava, ein gut gewürztes Erbsenpüree mit Kapern, Zwiebel und Olivenöl
- Dakos, gehackte Tomaten, Olivenöl und Feta auf Zwieback
- Griechischer Salat oder auch Bauernsalat (griech.: horiatiki salata), ein Salat aus Tomate, Gurke, Paprika, Oliven und Schafskäse.
- Chorta, verschiedene Wildgemüse, je nach Jahreszeit, mit Zitrone überträufelt, kalt gegessen (Löwenzahn, Brennnessel, Sauerampfer, Kresse, Gänseblümchen uva.)
- Dolmadakia, mit Reis, Gewürzen und Zwiebeln gefüllte Weinblätter
- Chtapodosalata Krakensalat

Ebenfalls beliebt sind Mezedes, kleine Appetithäppchen, die häufig zum Ouzo serviert werden:
- Soupia tiganiti/psiti Sepien in der Pfanne gebraten oder gegrillt
- Kalamaria tiganita/psiti Kalmare in der Pfanne gebraten oder gegrillt
- Chtapodi scharas, frische Krakenarme am Grill, mit Olivenöl und/oder Essig
- Gavros, Europäische Sardellen frittiert, als Saganaki mit Soße aus Olivenöl und Senf, oder einfach am Grill gebraten.
- Atherines tiganites, frittierter Ährenfisch
- Sardeles scharas Europäische Sprotte am Grill
- Saganaki, ein Stück gebratener Käse
- Sehr beliebt ist in Olivenöl gebratenes Gemüse: Melitzanes tiganites Auberginenscheiben, Kolokithakia tiganita, Zucchinischeiben, Piperies tiganites Süße oder Scharfe Peperoni
- Gigantes, große, weiße im Ofen gebackene Bohnen in Tomatensoße

### Suppen (Soupes) und Eintopfgerichte

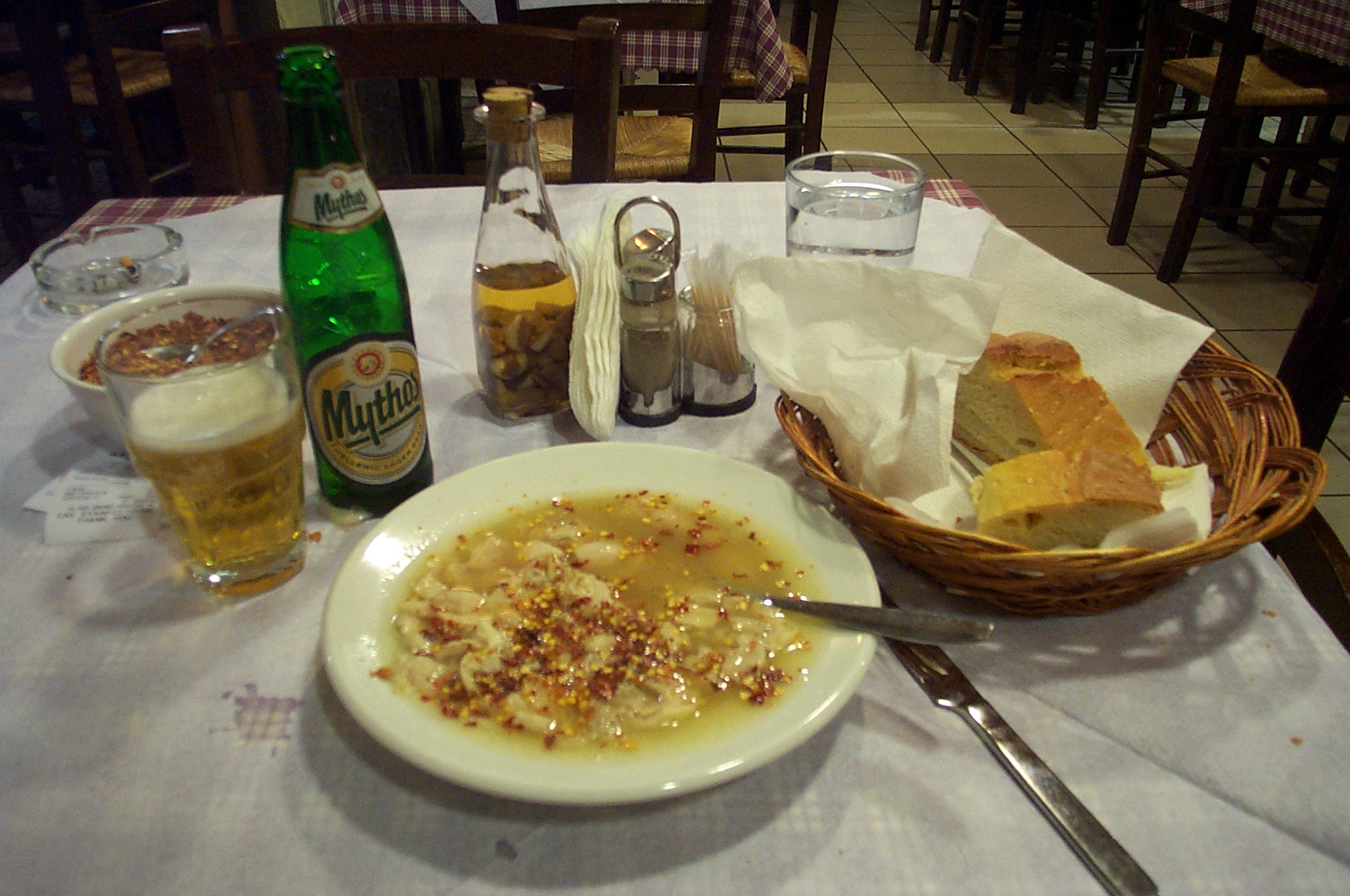
Patsas (Kuttelsuppe)

Heiße Suppen werden im Winter gegessen. Im Sommer serviert man eher lauwarme bis kalte Suppen.
- Chortosoupa und Soupa Lachanikon sind Gemüsesuppen
- Trachanas die griechische Variante von Tarhana; der römische Feinschmecker Marcus Gavius Apicius (* um 25 v. Chr.; † vor 42) erwähnt in seinem 6. Kochbuch 6.8.13 gekochtes Huhn in Milch und tracta, das aus dem griechischen traganos, τραγανός  übernommen wurde. Die Herkunft ist ungewiss, doch in der griechischen Antike schon früh bekannt.
- (Tanomenos) Sorvas auch Pontische Suppe genannt, ist eine Pontische Suppe die mit Grütze oder Reis, Joghurt und Minze gekocht wird
- Fasolada, die griechische Bohnensuppe, welche auch als das griechische Nationalgericht bezeichnet wird.
- Fakes, meistens ein griechischer Linseneintopf
- Revithosoupa, eine Suppe aus Kichererbsen
- Fava soupa, Erbsensuppe
- Psarosoupa. Fischsuppen in verschiedenen Variationen je nach Fischart. Meistens mit Avgolemono zubereitet. Die Kakavia ist die traditionelle Fischermannssuppe
- Yiouvarlakia mit Fleischklößchen aus Rinderhack und Reis
- Kotosoupa, die griechische Variante der Hühnersuppe, mit Reis, Olivenöl, Zwiebel, und Avgolemono (mit Ei geschlagenem Zitronensaft)
- Kreatosoupa Rindfleischsuppe mit Kartoffeln, Karotten und Sellerie
- Patsas, eine Kuttelsuppe

Schließlich sei hier noch die an Ostern konsumierte Magiritsa genannt. Diese mit Zitronen gesäuerte Suppe mit Leber und anderen Schafinnereien als Einlage wird hauptsächlich in der Osternacht und am darauf folgenden Tag von allen gemeinsam gegessen.

### Hauptgerichte (Kyria Piata)

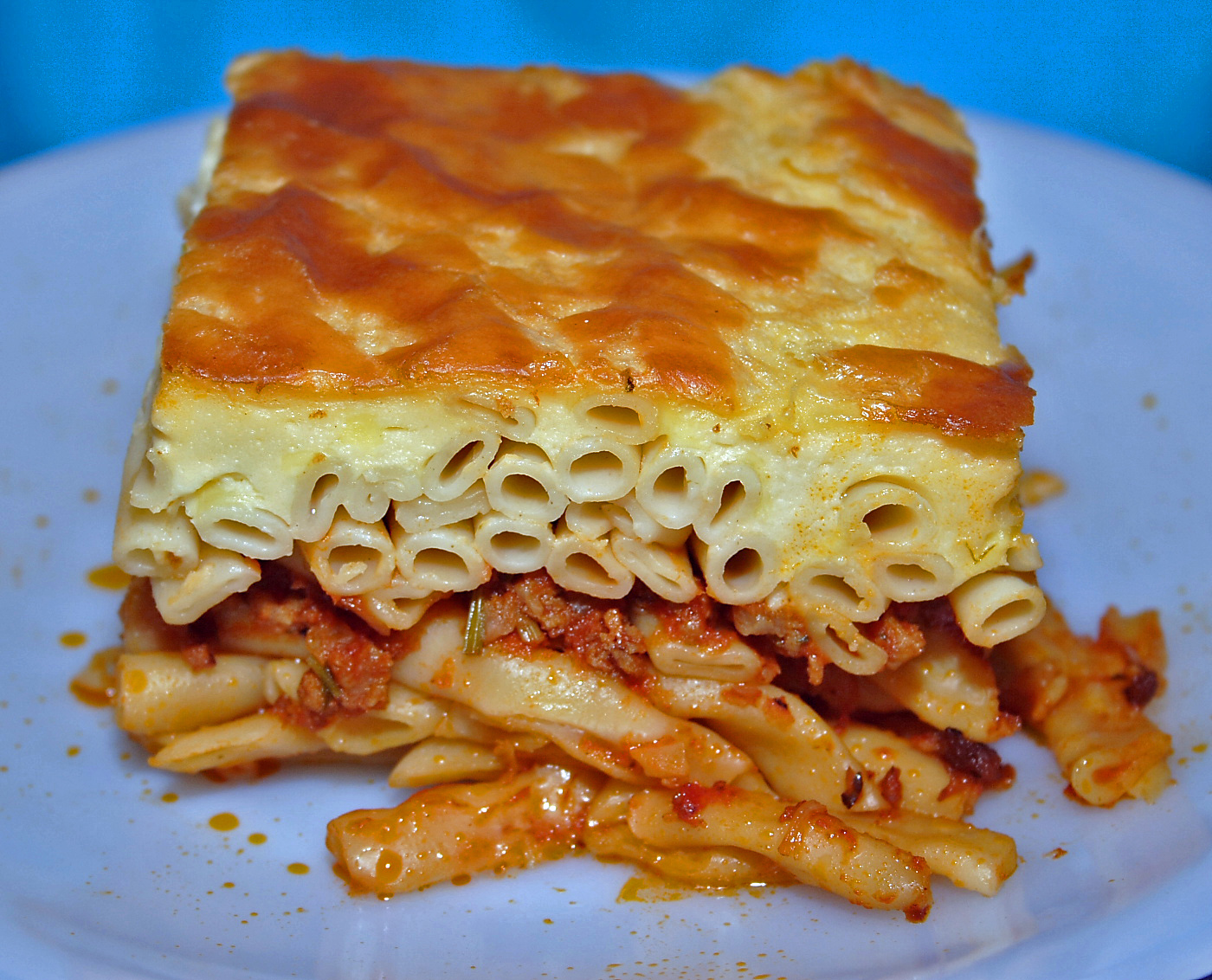
Pastitsio

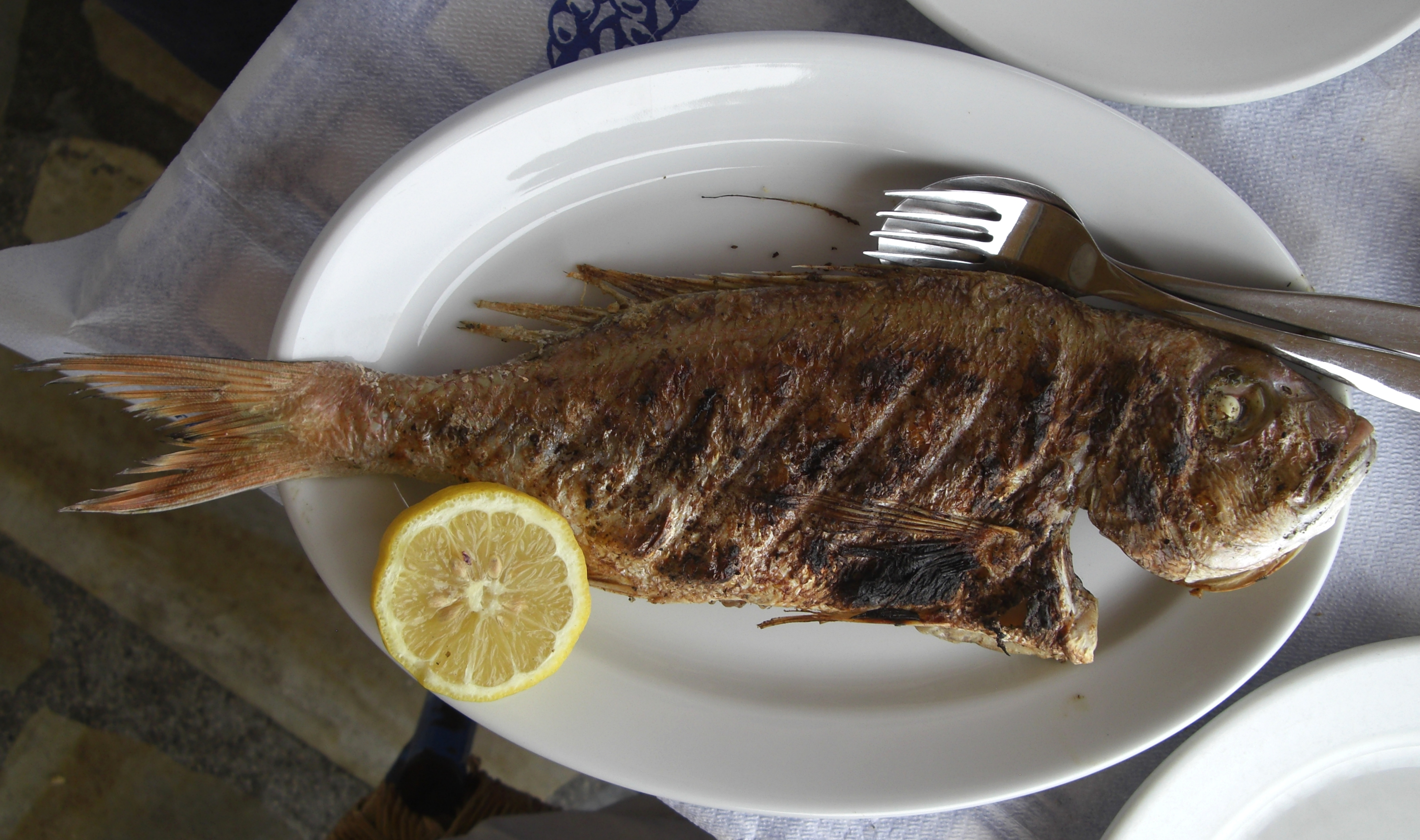
Fagri vom Grill

- Gemista, mit Reis gefülltes Gemüse, meistens Tomaten, Paprikaschoten, Auberginen oder Zucchini, aber auch Kartoffeln
- Fasolakia, Bohnenschoten in Tomatensoße
- Bamies, Okra in Tomatensoße
- Briam, Auberginen, Zucchini und Paprika im Ofen
- Imam Baildi, geschmorte Auberginen mit reichlich Knoblauch
- Giouvetsi, ein Eintopf mit Kritharaki (griechischen Nudeln in Reisform) und Lammfleisch
- Moussaka, ein Auflauf mit frittierten Kartoffelscheiben, Hackfleisch, in Olivenöl gebratenen Auberginen und einer Auflage von beim Überbacken gestockter Béchamelsauce
- Pastitsio, ein Nudelauflauf aus Hackfleisch und Makkaroni
- Kontosouvli, der große Bruder des Souvlaki-Spießes mit eingelegtem Schweine- oder Hammelfleisch
- Stifado, ein Schmortopf aus Kalb- oder Lammfleisch, vielen kleinen Zwiebeln und Zimtstangen. Sehr häufig auch aus Kaninchenfleisch, seltener aus Oktopus.
- Kleftiko (Schmorgericht aus Lammfleisch und Kartoffeln).
- Bifteki, Frikadellen aus Rinderhackfleisch

Zu allen Hauptgerichten werden oft Pommes frites, Reis oder Kritharaki (kleine Nudeln in Reiskornformat) angeboten. Auch variiert die Gemüsebeilage, wobei grüne Bohnen, Auberginen und auch Okra häufig anzutreffen sind.

In der griechischen Küche wird viel Lamm- und Ziegenfleisch verwendet. Fisch gehört zu den begehrtesten Hauptgerichten, sei es in Suppen, Aufläufen oder marinierten Gerichten, wobei bei größeren, edlen Fischen die Zubereitung am Grill überwiegt.
Auch Huhn (kotopoulo) und Kaninchen (kouneli) in vielen Variationen bereichern den Speiseplan der griechischen Küche.
- Gyros ist ein nach traditioneller griechischer Art gewürztes, geschnetzeltes Schweinefleisch vom vertikalen Drehgrill. Gyros wird als einfaches schnelles Gericht nur in Imbissen oder kleineren Grillrestaurants (griechisch ψησταριά, psistariá) zubereitet, wo es mit Pita serviert wird. Restaurants servieren in Griechenland in der Regel kein Gyros.

- Souvlaki, Fleischspieße unterschiedlicher Größe, entweder mit Lamm- oder Schweinefleisch, werden fast ausschließlich in Imbissen und in (Ausflugs-)Gaststätten serviert, die mit einem Holzkohlegrill (sta Karvouna) ausgestattet sind. Die kleinen Lammfleischspieße dagegen haben eine lange Tradition in der ländlichen Bevölkerung.

### Nachspeise (Epidorpio)

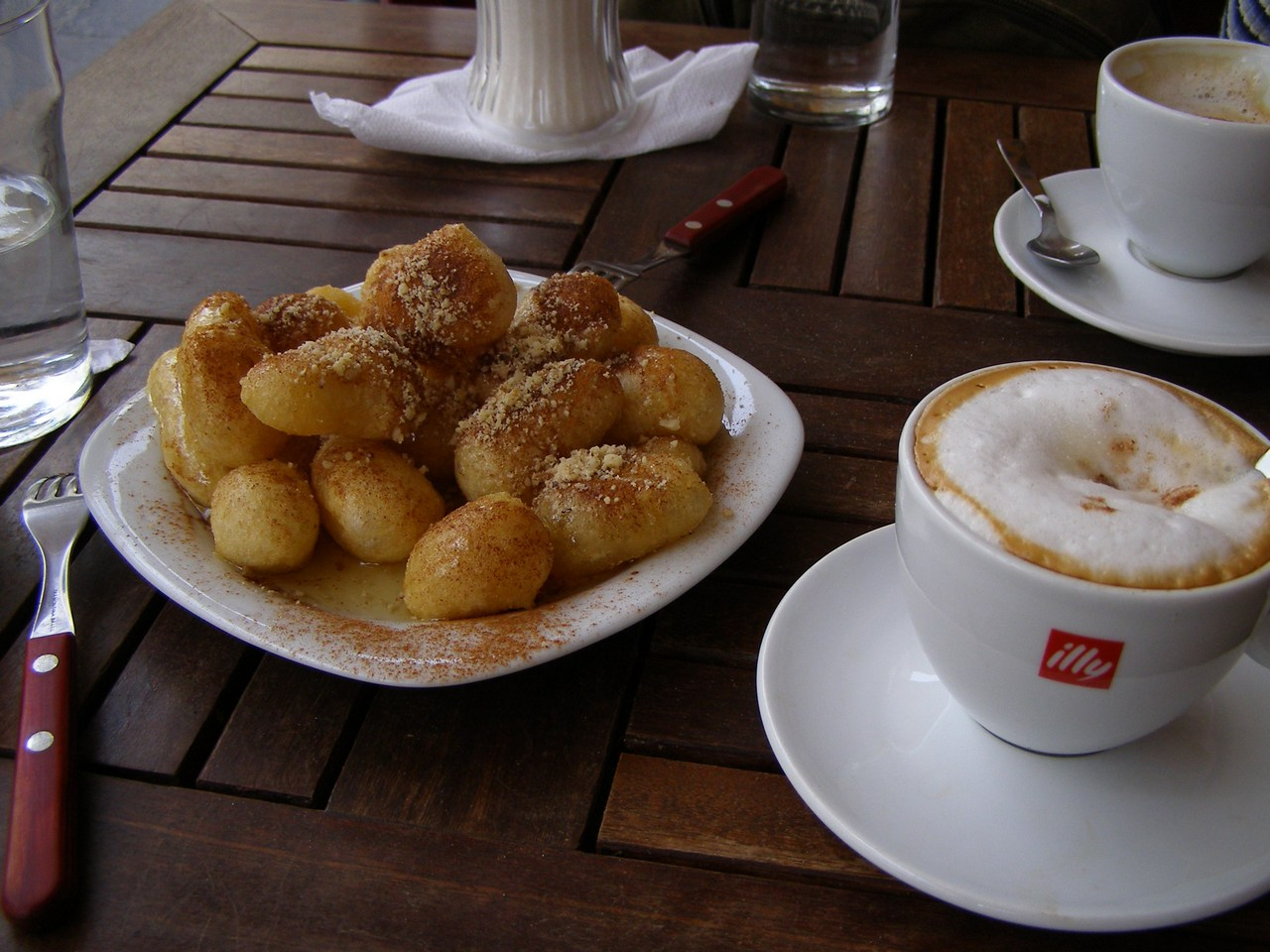
Loukoumades

Traditionell wird nach dem Essen Obst der Saison oder hausgemachtes Speiseeis als Dessert gereicht. Süße Nachspeisen wurden eher zu einem nachmittäglichen Kaffee gereicht, haben sich jedoch auch als Nachspeise eingebürgert. Diese
„süßen“ Nachspeisen sind in ähnlicher Form auch in der türkischen oder nahöstlichen Küche zu finden und sind vermutlich byzantinischen Ursprungs. Sie sind sehr süß und schwer und oft mit Honigsirup getränkt. Dazu zählen der Baklavas (μπακλαβάς), Galaktobureko (γαλακτομπούρεκο, ein Grieß-Auflauf), Kadaifi (κανταΐφι), Loukoumades (λουκουμάδες, in Öl ausgebackene Küchlein in Honigsirup), Moustalevria (μουσταλεβριά, ein Traubenmostpudding) oder verschiedene Kuchen, die je nach Region unterschiedlich sind. Auch das aus Zimt, Honig und Süßholz sowie Sesam zubereitete chalvas (χαλβάς) gehört dazu.
Joghurt wird ebenfalls als Dessert gereicht und zwar mit Honig und Walnüssen vermischt. Dabei wird der als griechischer Joghurt bekannte Sahnejoghurt verwendet.
Im Sommer werden statt Süßspeisen auch Früchte gereicht, beispielsweise Melonen, Honigmelonen und Äpfel.
Pourakia (griechisch: Πουράκια, wörtlich „Zigarillos“) sind ein traditionelles griechisches Gebäck, das außerhalb Griechenlands auch als „Waffelröllchen“ (englisch: wafer rolls) bekannt sind. Es handelt sich dabei um lange, dünne Teigröllchen, die meist mit einer cremigen Füllung aus Schokolade und Haselnüssen versehen sind. Sie sind aufgrund ihrer knusprigen Textur und des aromatischen Geschmacks sehr beliebt, etwa als Snack zu Kaffee oder Tee. Das Gebäck hat eine lange Tradition in der griechischen Süßwarenkultur und ist heute ein beliebtes Mitbringsel sowie Bestandteil vieler Festlichkeiten. Es gibt zahlreiche industriell hergestellte Varianten, die auch in unterschiedlichen Geschmacksrichtungen und Füllungen erhältlich sind.

### Schokoladen
Griechische Schokoladenprodukte zeichnen sich manchmal durch die Verwendung lokaler Zutaten aus, beispielsweise Honig, Mandeln oder Mastix, die in der regionalen Küche eine wichtige Rolle spielen. Bitterschokolade wird „Gesundheitsschokolade“ (Schokolata Igias) genannt und enthält in Griechenland keine Milch um auch in der Fastenzeit verzehrt werden zu können. Schokolade wiederum wird beispielsweise dem griechischen Halva zugegeben.

### Oster- und Weihnachtsgebäck

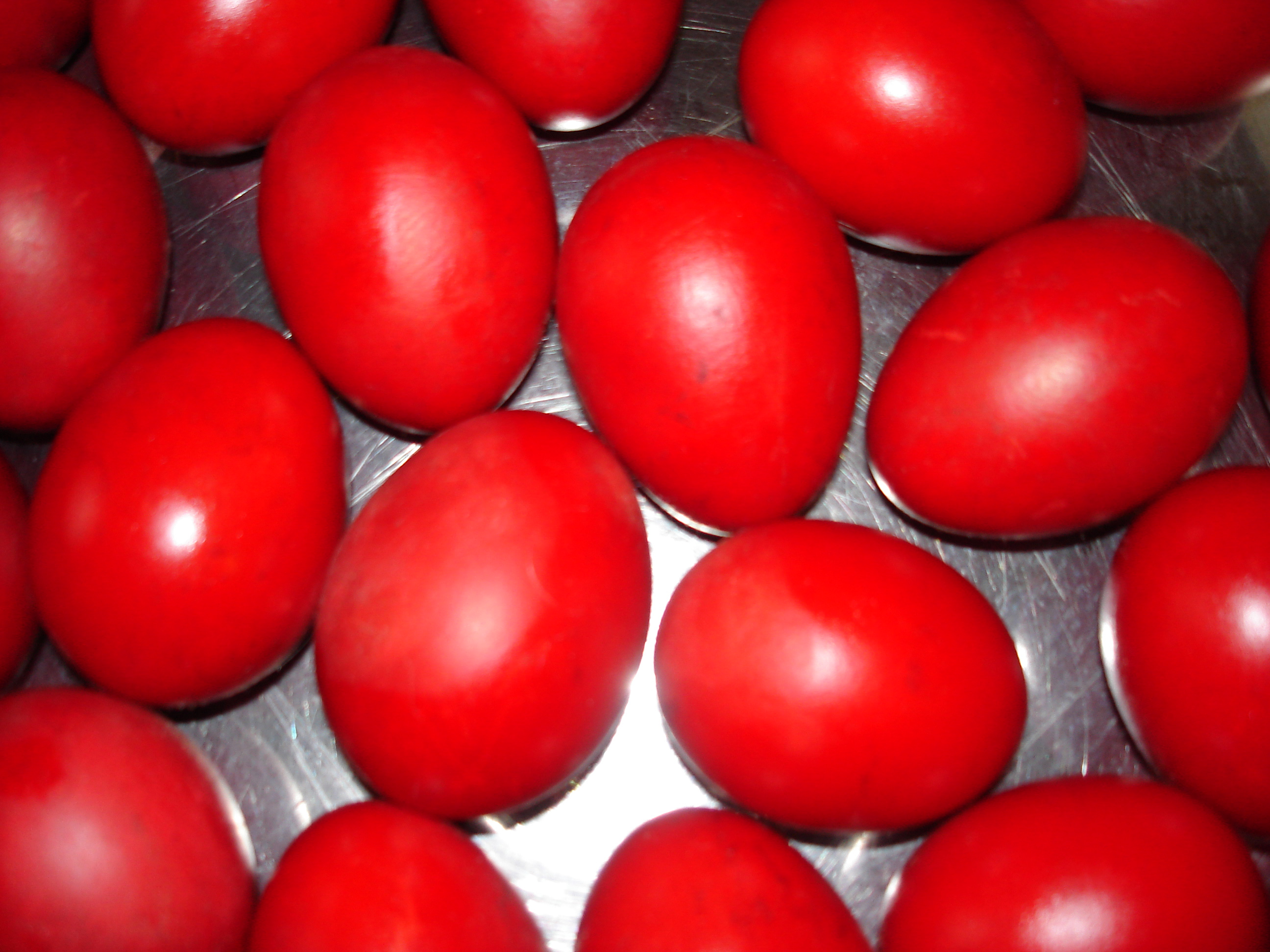
Bemalte Ostereier

Zum kirchlichen Hochfest Ostern gibt es eine Vielzahl regionaler Backwaren. Besonders Hefezöpfe werden zu dieser Zeit in verschiedenen Größen gebacken. Hierbei werden zur Verzierung auch bemalte Eier eingesetzt, die jedoch nicht verzehrt werden.
In der Vorweihnachtszeit werden Plätzchen gebacken, mit Abstand am beliebtesten sind Melomakarona (Plätzchen in verdünntem Honig getränkt) und Kourampiedes (Mandelplätzchen in Puderzucker eingelegt).

## Getränke
Grundsätzlich wird beim Essen immer Wasser in der Karaffe oder Wasserflasche und Wassergläser auf den Tisch gestellt.

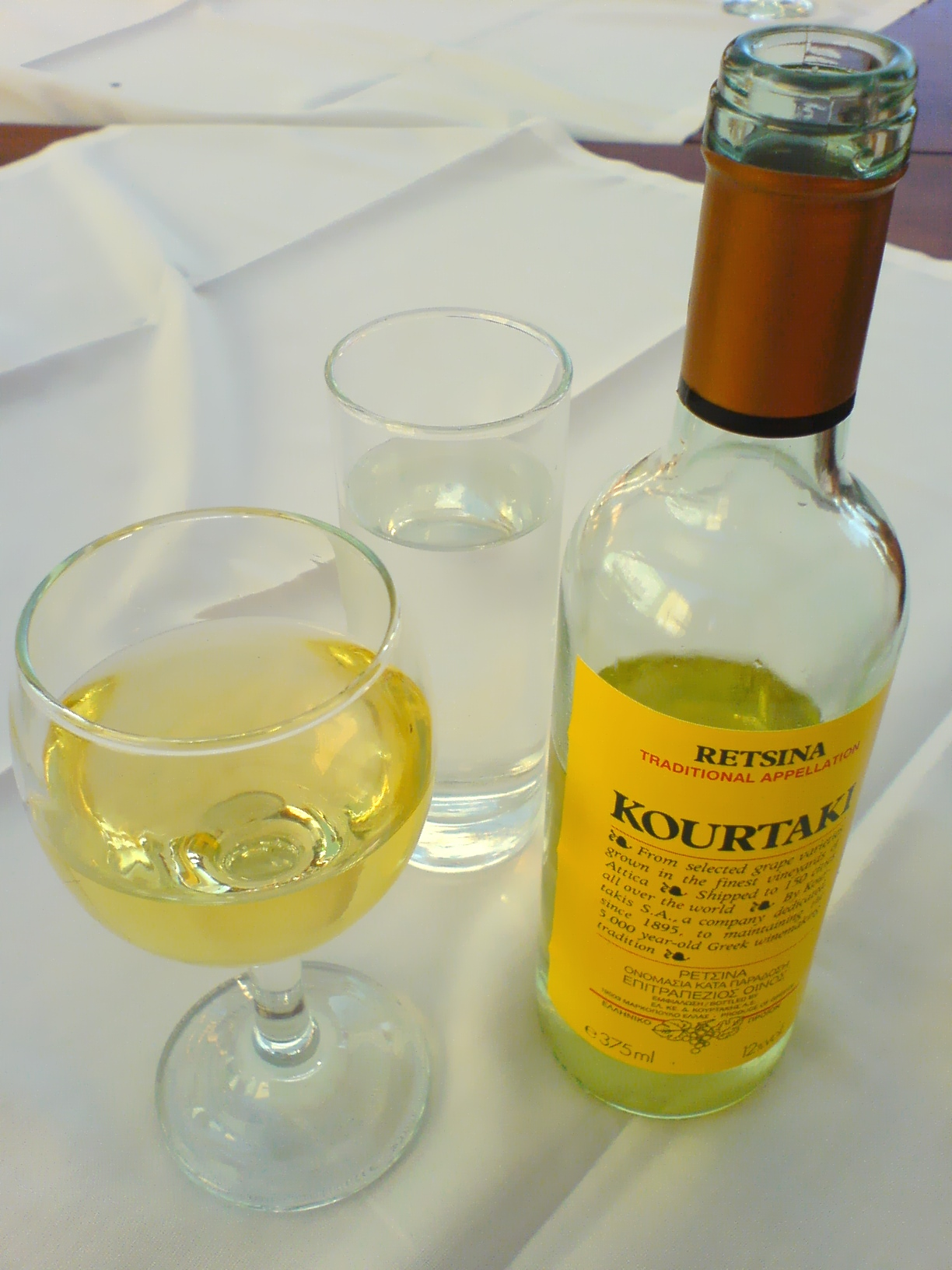
Retsina von Kourtakis

Des Weiteren gibt es typische Getränke:
- Von großer Bedeutung ist der griechische Wein, welcher, wenn nicht in der Flasche, in Kupfer- oder Glaskannen als Viertel, Halb, oder Liter in Tavernen bestellt wird. Bis spät ins 20. Jahrhundert waren die Fässer im Gastraum und der Gast wählte aus nummerierten Fässern. In einigen Regionen wird der Retsina, ein trockener Weißwein mit Harz, konsumiert. Der beliebteste Schaumwein ist der Cair aus Rhodos, mit diesem wird für gewöhnlich zu Neujahr angestoßen.
- Bier ist in Griechenland ebenfalls beliebt. Bis in die 1960er Jahre wurde der Markt durch die traditionsreiche Brauerei Fix dominiert, die bayerische Wurzeln hat. Später wurden auch die Marken Amstel, Heineken, Löwenbräu und Henninger in Griechenland gebraut. Mittlerweile gibt es auch neue griechische Marken, darunter Mythos und Alfa. Bier wird meist als Flaschenbier verkauft und ist ein reines Saisongetränk. 540 Mio. der 900 Mio. Flaschen werden von Mai bis September konsumiert.[4] Die Bezeichnung für Bier ist dem deutschen entlehnt und lautet Bira oder Byra. Das aus dem altgriechischen stammende Wort Zythos konnte sich nie durchsetzen, findet sich jedoch im Begriff Zythopiia (für Bierbrauerei) wieder.
- An Spirituosen ist der Ouzo beliebt, eine klare Spirituose mit ausgeprägtem Anisaroma, die oft als Aperitif getrunken wird und in Tavernen mit einigen Mezedes, meist Oktopus oder Muscheln bestellt wird. Bekannt für ihren Ouzo ist die Insel Lesbos. Die Beliebtheit des Getränks ist jedoch regional, auf Kreta und in Nordgriechenland werden traditionell andere Spirituosen erzeugt und konsumiert. Ähnlich wie beim italienischen Grappa gibt es beim Ouzo ein Zwischenprodukt, das sich aus dem Ablauf der Destillation ergibt. Es wird als Souma bezeichnet und ist ein eher gewöhnungsbedürftiges Destillat mit erdigem Charakter. Verbreitet ist es eher in kleinen Fischerdörfern und kleinen Bars und Restaurants. Souma kostet wenig und gilt deshalb als Schnaps der armen Leute.
- Liköre, sowie Aperitifs im Allgemeinen wurden traditionell in Patras erzeugt, sofern man den Aperitifwein Mavrodaphne dazuzählt hat sich dieser (neben der Tentoura) als einziger auf dem Markt gehalten. Bereits seit den 1930er Jahren fand ein Verdrängungswettbewerb zumeist italienischer Hersteller in Griechenland statt.
- Auf Kreta wird die Rolle des Ouzo als Aperitif vom Tsikoudia übernommen.
- Tsipouro ist ein Tresterbrand, der auch mit Anisaroma angereichert sein kann; er wird hauptsächlich in Makedonien, Epirus und Thessalien gebrannt und hat meistens einen etwas höheren Alkoholgehalt.
- Metaxa ist der beliebteste griechische Weinbrand und enthält neben dem Destillat auch eine Reihe von Kräutern.

Fast selbstverständlich wird im Sommer in vielen Restaurants und Tavernen eine Flasche Wasser ohne Kohlensäure an den Tisch geliefert, das in Griechenland viel beliebter ist als Sprudel. Sprudel, genannt Soda wird meist zur Verdauung nach dem Essen bestellt.
Orangenlimonaden werden Portokalada genannt, ein Begriff, der auch für Orangensaft verwendet wurde, obwohl man da mittlerweile von Chimos („Saft“) spricht. Daher hat in Griechenland Fanta einen hohen Anteil an Orangensaft und wird mit oder ohne Kohlensäure angeboten. Trübe Zitronenlimonade heißt Lemonada und wird nur mit Kohlensäure angeboten. Orgeat wird traditionell als süßes nicht-alkoholisches Getränk getrunken, auf den Inseln Chios und Nisyros ist dieses unter dem Namen Soumada und auf Kefalonia als Orzata bekannt. Seit Jahrzehnten wurde das Getränk durch Limonade verdrängt, ist aber regional noch in Konditoreien erhältlich. Byral (μπυράλ) ist ein auf Kreta verbreiteter dunkelbrauner bis schwarzer Softdrink, dessen Geschmack zwischen Kaugummi, Banane und Karamell liegt.
- Tee: Teetrinker in Griechenland bevorzugen den endemischen Bergtee. Auf Kreta ist weiterhin der Diptam-Dost verbreitet.

- Milch: Frischmilch darf aufgrund eines älteren Gesetzes nur wenige Tage verkauft werden, unabhängig von der Art, wie sie behandelt wurde. Folglich ist Frischmilch relativ teuer. H-Milch (nach dem französischen „gala evaporé“ genannt) als Konzentrat und Süßmilch sind beliebte Alternative, etwa für den Kaffee oder die Zubereitung von Süßspeisen. Eine der ältesten und etabliertesten Marken ist das Nestle-Produkt Gala Vlachas, benannt nach dem Volk der Vlachen.

### Kaffee in Griechenland

Griechischer Kaffee

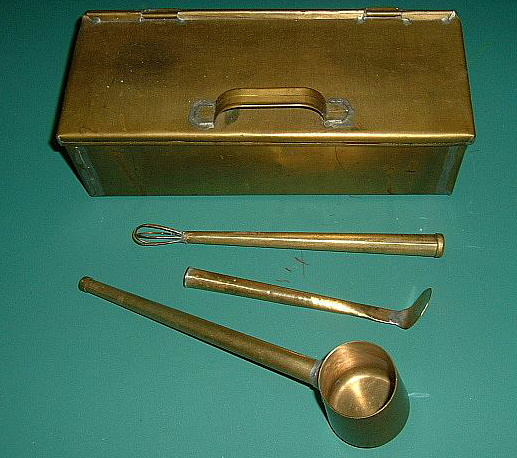
Handgefertigtes Gerät aus Kreta zur Zubereitung griechischen Kaffees

Kaffee ist weit vor Tee das beliebteste nichtalkoholische Getränk. Mit Café frappé, Espresso freddo und Freddo cappuccino finden sich gleich 3 griechische Kaffees auf Tasteatlas unter den 10 besten der Welt.
- Griechischer Kaffee wird wie der Mokka mit dem Kaffeepulver aufgekocht. Er wird je nach Wunsch mit oder ohne Zucker zubereitet. Bei der Bestellung wird angegeben, ob bzw. wie stark der Kaffee gesüßt werden soll: gar nicht (sketos), etwas gezuckert (me oligi) oder stark gezuckert (βαρύγλυκο varigliko). Ursprünglich wurde der Kaffee mittels indirekter Hitze zubereitet und die Kanne in einem Behältnis in ein heißes Sandbett gesetzt – eine schonende Zubereitungsart, die heute nur noch in Einzelfällen anzutreffen ist. Kaffeeröstereien sind immer noch üblich, wo auch Kundenwünsche in Bezug auf die Mischung erfüllt werden. Früher hieß der Kaffee Tourkikos oder Aravikos (nach der geglaubten Herkunft des Kaffees).

- Neskafé (Νεσκαφέ) spielt die Rolle, die in Deutschland der Filterkaffee innehat. (Jeglicher Instantkaffee wird als Neskafe bezeichnet!)

- Café frappé ist eine aus dem Instantkaffee abgeleitete Spezialität, die in Griechenland von einem Angestellten der Firma Nestlé erfunden wurde, und in den Sommermonaten dem griechischen Kaffee vorgezogen wird. Auch bei diesem mit Eiswürfeln servierten und kalt aufgeschäumten Kaffee wird bei Bestellung angegeben, wie der Kaffee sein soll: mit oder ohne Milch und Zucker.

- Espresso freddo gilt als Modegetränk der 1990er in Griechenland, freut sich jedoch bis heute großer Beliebtheit. Es besteht aus Espresso und Eis, wobei nicht Eiswürfel hinzugegeben werden, sondern Crushed Ice mit Espresso vermischt wird.

- Freddo cappuccino entstand nach dem Espresso freddo und enthält 2 Espressoshots und eine Milchschaumschicht die Afrógala (αφρόγαλα) genannt wird. Das Getränk wird als griechische Sommervariante des Cappuccino gesehen.